# Géodésie satellitaire
 (juillet 2024).
La mise en forme du texte ne suit pas les recommandations de Wikipédia : il faut le « wikifier ».
Les points d'amélioration suivants sont les cas les plus fréquents. Le détail des points à revoir est peut-être précisé sur la page de discussion.
- Les titres sont pré-formatés par le logiciel. Ils ne sont ni en capitales, ni en gras.
- Le texte ne doit pas être écrit en capitales (les noms de famille non plus), ni en gras, ni en italique, ni en « petit »…
- Le gras n'est utilisé que pour surligner le titre de l'article dans l'introduction, une seule fois.
- L'italique est rarement utilisé : mots en langue étrangère, titres d'œuvres, noms de bateaux, etc.
- Les citations ne sont pas en italique mais en corps de texte normal. Elles sont entourées par des guillemets français : « et ».
- Les listes à puces sont à éviter, des paragraphes rédigés étant largement préférés. Les tableaux sont à réserver à la présentation de données structurées (résultats, etc.).
- Les appels de note de bas de page (petits chiffres en exposant, introduits par l'outil «  Source ») sont à placer entre la fin de phrase et le point final[comme ça].
- Les liens internes (vers d'autres articles de Wikipédia) sont à choisir avec parcimonie. Créez des liens vers des articles approfondissant le sujet. Les termes génériques sans rapport avec le sujet sont à éviter, ainsi que les répétitions de liens vers un même terme.
- Les liens externes sont à placer uniquement dans une section « Liens externes », à la fin de l'article. Ces liens sont à choisir avec parcimonie suivant les règles définies. Si un lien sert de source à l'article, son insertion dans le texte est à faire par les notes de bas de page.
- La présentation des références doit suivre les conventions bibliographiques. Il est recommandé d'utiliser les modèles {{Ouvrage}}, {{Chapitre}}, {{Article}}, {{Lien web}} et/ou {{Bibliographie}}. Le mode d'édition visuel peut mettre en forme automatiquement les références.
- Insérer une infobox (cadre d'informations à droite) n'est pas obligatoire pour parachever la mise en page.

Pour une aide détaillée, merci de consulter Aide:Wikification.
Si vous pensez que ces points ont été résolus, vous pouvez retirer ce bandeau et améliorer la mise en forme d'un autre article.
 

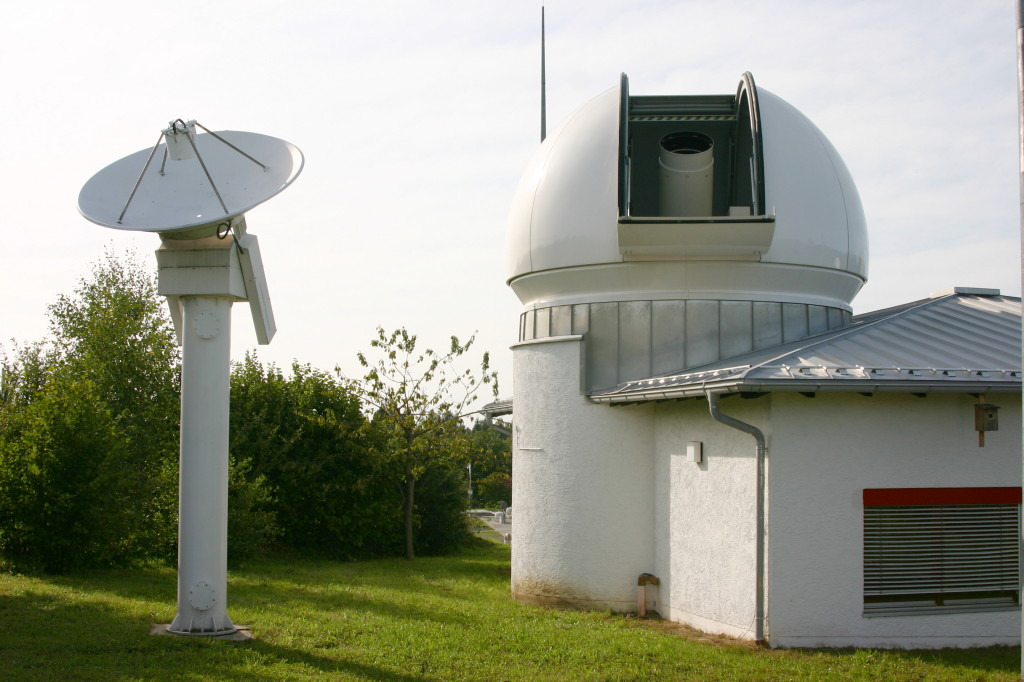
La station de télémétrie laser par satellite Wettzell

La géodésie par satellite est la réalisation de géodésie (mesure de la forme et des dimensions de la Terre, de la localisation des objets à sa surface et la figure du champ de gravité terrestre) à l'aide de satellites artificiels. Elle appartient au domaine plus large de la géodésie spatiale. Bien qu'il existe un certain chevauchement entre les techniques, la géodésie astronomique traditionnelle n'est généralement pas considérée comme faisant partie de la géodésie par satellite :2.
Les principaux objectifs de la cette dernières sont:
1. Détermination de la figure de la Terre, positionnement et navigation (géodésie géométrique par satellite) [1]
2. Détermination du géoïde, du champ de gravité terrestre et de ses variations temporelles (géodésie dynamique par satellite [2] ou géodésie physique par satellite)
3. Mesure des phénomènes géodynamiques, tels que la dynamique crustale et le mouvement polaire [1] [1]

Les méthodes employées et données venant de la géodésie satellitaire peuvent être appliquées à différents domaines: la navigation, hydrographie, l'océanographie et la géophysique. La géodésie satellitaire repose fortement sur la mécanique orbitale.

## Histoire

### Premiers pas (1957-1970)
La géodésie satellitaire s'est initiée peu après le lancement du satellite Spoutnik en 1957. Les observations d'Explorer 1 et de Spoutnik 2 en 1958 ont permis de déterminer avec précision l'aplatissement de la Terre : 5 . Pendant les années 1960, le satellite Doppler Transit-1B et les satellites ballons Echo 1, Echo 2 et PAGEOS furent mis en orbite. Le premier satellite géodésique dédié était ANNA-1B, fruit de la collaboration entre la NASA, le DoD et d'autres agences civiles:51. Ce dernier transportait le premier des instruments SECOR (Sequential Collation of Range) de l'armée américaine. Ces missions ont permis de déterminer avec précision les principaux coefficients harmoniques sphériques du géopotentiel, la forme générale du géoïde et de relier les données géodésiques mondiales : 6 .
Les satellites militaires soviétiques ont entrepris des missions à caractère géodésique pour aider au ciblage des missiles balistiques intercontinentaux (ICBM) à la fin des années 1960 et au début des années 1970.

### Vers le système géodésique mondial (1970-1990)

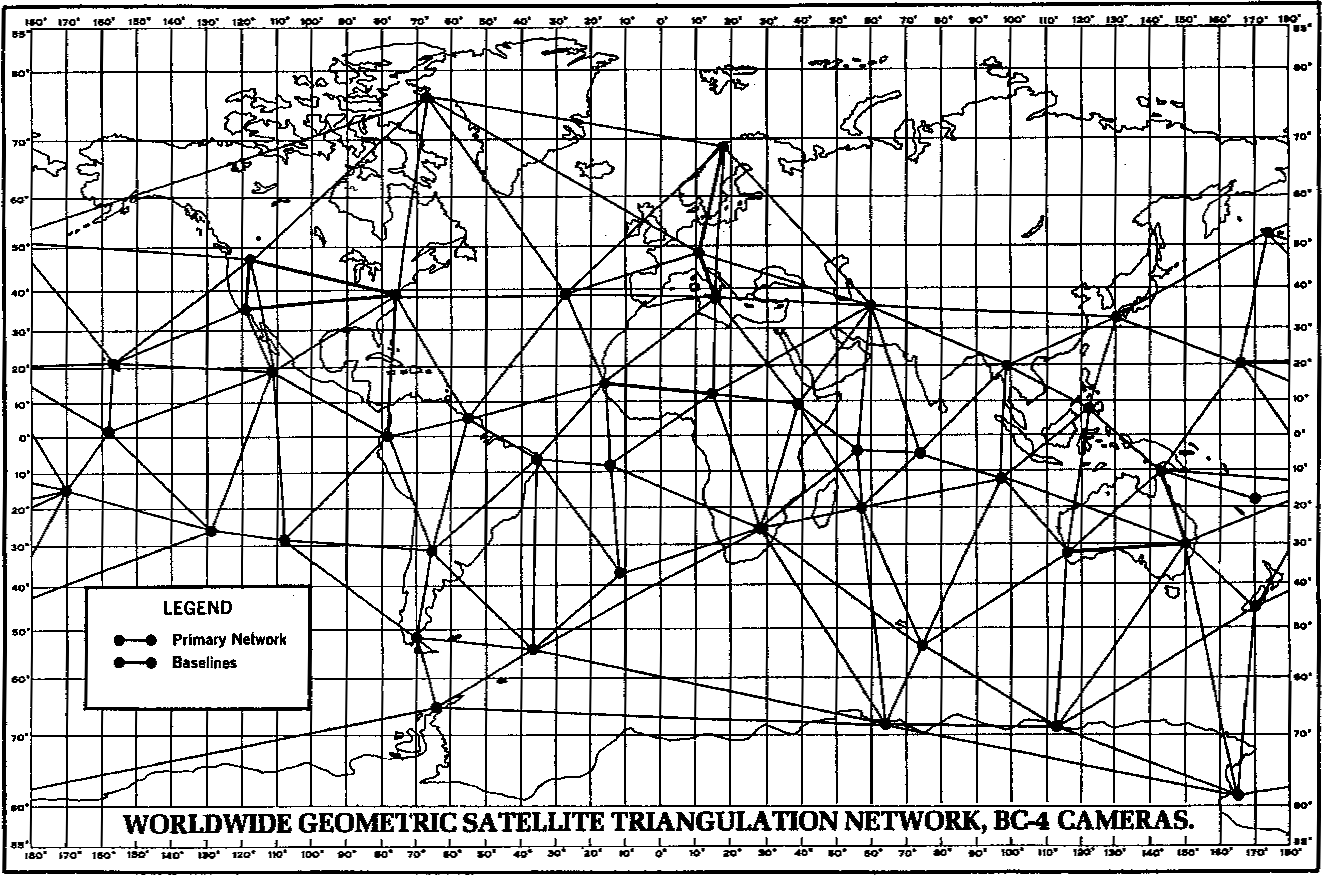
Réseau mondial de triangulation par satellite géométrique avec caméras BC-4

Le système satellite Transit a été amplement utilisé pour les levés Doppler, la navigation et le positionnement. Les suivis de satellites dans les années 1970 par les réseaux de triangulation mondiaux ont permis la création du système géodésique mondial. Le développement du GPS par les États-Unis dans les années 1980 a permis une navigation et un positionnement précis et est rapidement devenu un outil standard en matière d'arpentage. Dans les années 1980 et 1990, la géodésie par satellite a commencé à être utilisée pour surveiller les phénomènes géodynamiques, tels que le mouvement de la croûte terrestre, la rotation de la Terre et le mouvement polaire.

### Ère moderne (1990-présent)

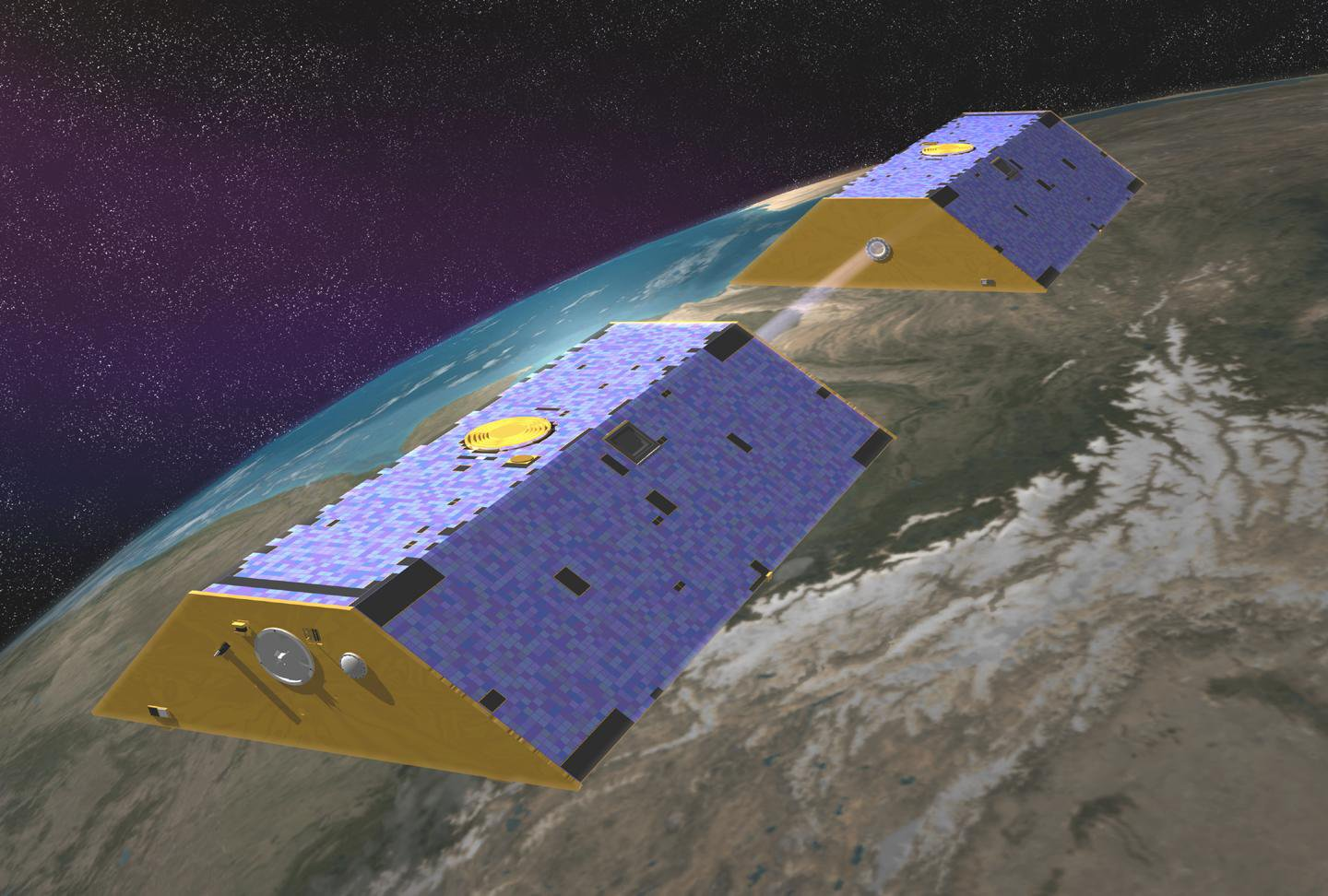
Conception artistique de GRACE

Les années 1990 ont été axées sur le développement de réseaux géodésiques permanents et de référentiels : 7 . Dans les années 2000, des satellites dédiés ont été lancés pour mesurer le champ de gravité terrestre , tels que CHAMP, GRACE et GOCE : 2 .

## Techniques de mesure

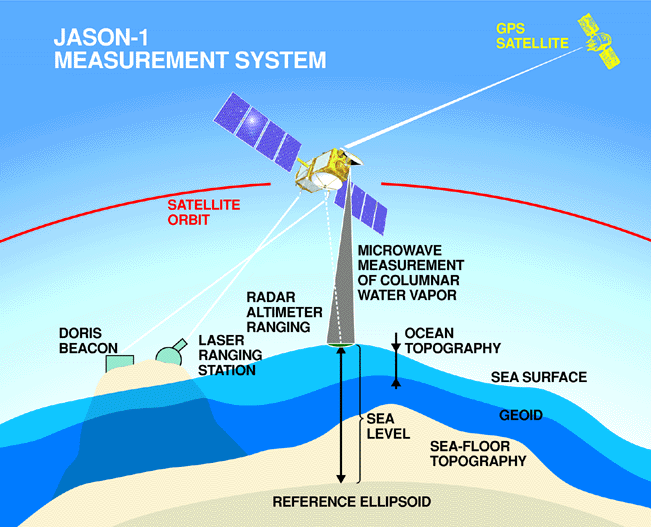
Le système de mesure Jason-1 combine les principales techniques de mesure géodésique, notamment DORIS, SLR, GPS et altimétrie.

Les techniques de géodésie par satellite peuvent être classées par type d'instrument. Un satellite peut:
1. être observé avec des instruments au sol (méthodes Terre vers espace),
2. transporter un instrument ou un capteur dans le cadre de sa charge utile pour observer la Terre (méthodes espace-Terre),
3. ou utiliser ses instruments pour suivre ou être suivi par un autre satellite (méthodes espace-espace). [1] : 6

### Méthodes Terre vers espace (suivi par satellite)
Pour un article plus général, voir Poursuite satellite.

#### Techniques radio
Les systèmes mondiaux de navigation (radionavigation) sont capables de localiser un récepteur à quelques mètres près. Un système important, le GPS, consiste en un ensemble de 31 satellites (en décembre 2013) sur des orbites semi-synchrones hautes réparties sur six plans avec des inclinaisons de 55°. Le principe de localisation est basé sur la trilatération. Chaque satellite transmet une éphéméride précise avec des informations sur sa propre position et un message contenant l'heure exacte de transmission. Le récepteur compare cette heure d'émission avec sa propre horloge au moment de la réception et multiplie la différence par la vitesse de la lumière pour obtenir une « pseudo-portée ». Quatre pseudo-portées sont nécessaires pour obtenir l'heure précise et la position du récepteur à quelques mètres près. Des méthodes plus sophistiquées, telles que la cinématique en temps réel (RTK), peuvent donner des positions à quelques millimètres près.
En géodésie, le GNSS est utilisé comme un outil économique pour l'arpentage et transfert de temps. Il est également utilisé pour surveiller la rotation de la Terre, le mouvement polaire et la dynamique de la croûte terrestre. La présence du signal GPS dans l’espace le rend également adapté à la détermination de l’orbite et au suivi de satellite à satellite.
Exemples : GPS, GLONASS, Galileo

##### Techniques Doppler
La localisation Doppler consiste à enregistrer le décalage Doppler d'un signal radio de fréquence stable émis par un satellite lorsque ce dernier s'approche et s'éloigne de l'observateur. La fréquence mesurée dépend de la vitesse radiale du satellite par rapport à l'observateur, contrainte par la mécanique orbitale. Si l'observateur connaît l'orbite du satellite, l'enregistrement du profil Doppler détermine la position de ce dernier. A l’inverse, si la position de l’observateur est connue avec précision, alors l’orbite du satellite peut être déterminée et utilisée pour étudier la gravité terrestre. Dans DORIS, il s'agit de la station au sol qui émet le signal, et le satellite le reçoit.
Exemples : Transit, DORIS, Argos

#### Triangulation optique
En triangulation optique, le satellite peut être utilisé comme une cible très élevée pour la triangulation et pour vérifier la relation géométrique entre plusieurs stations d'observation. La triangulation optique avec les caméras BC-4, PC-1000, MOTS ou Baker Nunn consistait à la prise de photographies d'un satellite, ou d'une lumière clignotante sur ce dernier, sur fond d'étoiles. Les étoiles, dont les positions étaient déterminées avec précision, fournissaient un repère sur la plaque (ou film) photographique, permettant de déterminer les directions précises depuis la station de caméra jusqu'au satellite. Le positionnement géodésique avec des caméras était généralement effectué avec plusieurs appareils. Les systèmes de caméras dépendent des conditions météorologiques et c’est l’une des principales raisons pour lesquelles ils sont devenus inutilisables dans les années 1980  : 51 .

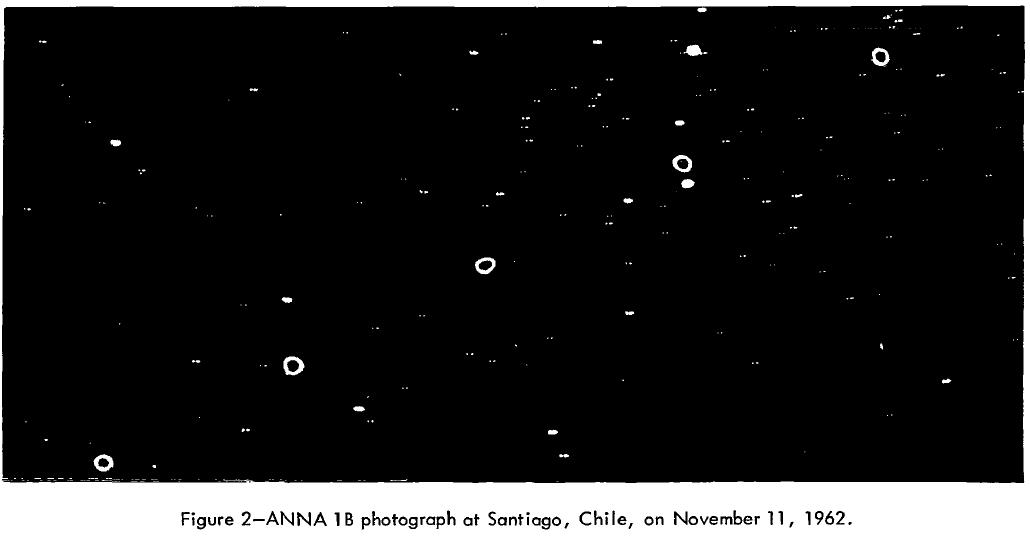
Trace ANNA 1B sur photographie prise par la station MOTS de Santiago (Chili) le 11 novembre 1962

Exemples : PAGEOS, Projet Echo, ANNA 1B

#### Télémétrie laser
Pour la télémétrie laser par satellite (SLR), un réseau mondial de stations d'observation mesure le temps de trajet aller-retour d'impulsions lumineuses ultracourtes vers des satellites équipés de rétroréflecteurs. Cela fournit des mesures instantanées de distance avec une précision millimétrique. Elles peuvent être utilisées pour fournir des paramètres d'orbite précis, des paramètres de champ de gravité (à partir des perturbations de l'orbite), des paramètres de rotation de la Terre, des déformations de la Terre par marée, des coordonnées et des vitesses des stations SLR et d'autres données géodésiques importantes. La télémétrie laser par satellite est une technique géodésique prouvée qui présente un potentiel important de contribution aux études scientifiques du système Terre/Atmosphère/Océans. Il s'agit de la technique la plus précise actuellement disponible pour déterminer la position géocentrique d'un satellite terrestre, permettant l'étalonnage précis des altimètres radar et la séparation de la dérive des instruments à long terme des changements séculaires de la topographie de la surface des océans. La télémétrie laser par satellite contribue à la définition des référentiels terrestres internationaux en fournissant des informations sur l'échelle et l'origine du référentiel, appelées coordonnées du géocentre.
Exemple : LAGEOS

### Méthodes espace vers Terre

#### Altimétrie

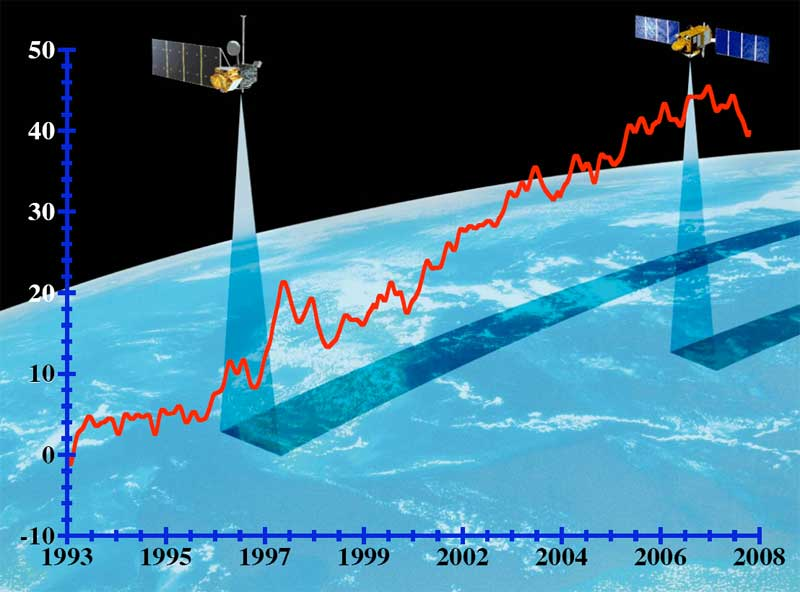
Ce graphique montre l'élévation du niveau global de la mer (en millimètres) mesurée par la mission altimétrique océanique NASA / CNES TOPEX/Poseidon (à gauche) et sa mission de suivi Jason-1. Crédit : Université du Colorado

Des satellites tels que Seasat (1978) et TOPEX/Poseidon (1992-2006) utilisaient des radioaltimètres à double bande pour mesurer la hauteur de la surface de la Terre (mer, glace et surfaces terrestres) à partir d'un véhicule spatial. Jason-1 a débuté en 2001, Jason-2 en 2008 et Jason-3 en janvier 2016. Cette mesure, couplée à des données orbitales (éventuellement aidées par GPS), permet de déterminer le relief. Les longueurs d'onde différentes des ondes radio émises permettent à l'altimètre de corriger automatiquement les différents retards dans l'ionosphère.
Les altimètres radar spatiaux sont d'excellents outils pour cartographier la topographie de la surface des océans, les collines et les vallées de la surface de la mer. Ces instruments envoient une impulsion micro-onde à la surface de l'eau et enregistrent le temps nécessaire à son retour. Un radiomètre micro-ondes corrige tout retard pouvant être provoqué par la vapeur d'eau présente dans l'atmosphère. D’autres corrections sont également nécessaires pour tenir compte de l’influence des électrons dans l’ionosphère et de la masse d’air sec de l’atmosphère. La combinaison de ces données avec la localisation précise du véhicule spatial permet de déterminer la hauteur de la mer à quelques centimètres près (environ un pouce). L'intensité et la forme du signal reçu fournissent également des informations sur la vitesse du vent et la hauteur des vagues océaniques. Ces données sont utilisées dans les modèles océaniques pour calculer la vitesse et la direction des courants océaniques ainsi que la quantité et l'emplacement de la chaleur stockée dans l'océan, ce qui révèle les variations climatiques mondiales.

##### Altimétrie laser
Un altimètre laser utilise le temps de trajet aller-retour d'un faisceau de lumière laser admettant des longueurs d'onde optiques ou infrarouges pour déterminer l'altitude du véhicule spatial ou, inversement, la topographie du sol.
Exemples : ICESat.

##### Altimétrie radar
Un altimètre radar utilise le temps de trajet aller-retour d'une impulsion micro-onde entre le satellite et la surface de la Terre pour déterminer la distance entre le véhicule spatial et la surface. À partir de cette distance ou hauteur, les effets de surface locaux tels que les marées, les vents et les courants sont supprimés pour obtenir la hauteur du satellite au-dessus du géoïde. Avec des éphémérides précises disponibles pour le satellite, la position géocentrique et la hauteur ellipsoïdale du satellite sont disponibles pour tout temps d'observation donné. Il est alors possible de calculer la hauteur du géoïde en soustrayant l'altitude mesurée de la hauteur ellipsoïdale. Cela permet une mesure directe du géoïde, puisque la surface de l'océan suit de près celui-ci : 64 . La différence entre la surface de l'océan et le géoïde réel donne la topographie de la surface de l'océan.
Exemples : Seasat, Geosat, TOPEX/Poseidon, ERS-1, ERS-2, Jason-1, Jason-2, Envisat, SWOT (satellite)

#### Radar interférométrique à synthèse d'ouverture (InSAR)
Le radar interférométrique à synthèse d'ouverture (InSAR) est une technique radar utilisée en géodésie et en télédétection. Cette méthode géodésique utilise au moins deux images radar à synthèse d'ouverture (SAR) pour générer des cartes de déformation de surface ou d'élévation numérique, en utilisant les différences de phase (déphasage) des ondes revenant vers le satellite. La technique peut potentiellement mesurer les changements de déformation à l’échelle centimétrique sur des périodes de plusieurs jours, voire années. Il admet des applications dans la surveillance géophysique des risques naturels, par exemple les tremblements de terre, les volcans et les glissements de terrain, ainsi que dans l'ingénierie des structures, en particulier la surveillance de l'affaissement et de la stabilité structurelle.
Exemple : Seasat, TerraSAR-X

### Méthodes espace-espace

#### Gradiométrie gravimétrique
Un gradiomètre gravitationnel peut déterminer indépendamment les composantes du vecteur gravité en temps réel. Un gradient de gravité correspond à la dérivée spatiale du vecteur gravité. Le gradient peut être considéré comme le taux de variation d’une composante du vecteur gravité mesuré sur une petite distance. Par conséquent, le gradient peut être mesuré en déterminant la différence de gravité en deux points proches mais distincts. Ce principe est utilisé par plusieurs instruments récents à base mobile. En un point, le gradient de gravité est un tenseur, puisqu'il est la dérivée de chaque composante du vecteur gravité prise dans chaque axe sensible. Ainsi, la valeur de n'importe quelle composante du vecteur gravité peut être connue tout au long de la trajectoire du véhicule si des gradiomètres gravitationnels sont inclus dans le système et si leurs sorties sont intégrées par l'ordinateur du système. Un modèle de gravité précis sera calculé en temps réel et une carte continue de la gravité normale, de l'élévation et de la gravité anormale sera ainsi disponible : 71 .
Exemple : GOCE

#### Suivi de satellite à satellite
Cette technique utilise des satellites pour suivre d'autres appareils similaires. Il existe un certain nombre de variantes qui peuvent être utilisées à des fins spécifiques telles que les études du champ de gravité et l'amélioration de l'orbite.
- Un satellite à haute altitude peut servir de relais entre les stations de suivi au sol et un satellite à basse altitude. De cette manière, les satellites à basse altitude peuvent être observés lorsqu'ils ne sont pas accessibles aux stations au sol. Dans ce type de suivi, un signal généré par une station de suivi est reçu par le satellite relais puis retransmis vers un satellite de plus basse altitude. Ce signal est ensuite renvoyé à la station au sol par le même chemin.
- Deux satellites à basse altitude peuvent se suivre en observant les variations orbitales mutuelles causées par les irrégularités du champ de gravité. Un excellent exemple de ceci est GRACE.
- Plusieurs satellites à haute altitude dont les orbites sont connues avec précision, tels que les satellites GPS, peuvent être utilisés pour déterminer la position d'un satellite à basse altitude.

Ces exemples présentent quelques-unes des possibilités d'application du suivi de satellite à satellite. Les données de suivi satellite à satellite ont été pour la première fois collectées et analysées dans une configuration haut-bas entre les appareils ATS-6 et GEOS-3. Les données ont été étudiées pour évaluer leur potentiel d’affinement des modèles orbitaux et gravitationnels : 68 .
Exemple : GRÂCE

##### SuiviGNSS
Exemples : CHAMP, GOCE

## Liste des satellites géodésiques
- ANNA-1B
- Beidou
- BLITS
- CHAMP
- Diadème
- Écho
- Envisat
- ERS-1
- ERS-2
- Étalon
- Charge utile géodésique expérimentale "Ajisai"
- Programme Explorer
- Galileo
- Géo-IK-2
- GEOS-3
- Géosat
- Suivi Géosat
- GFZ-1 [6]
- GLONASS
- LA GRÂCE
- GOCE
- GPS
- ICESat-1
- ICESat-2
- LAGEOS
- LARES
- Larets
- H-IIA - LRE [7]
- PAGEOS
- Seasat
- Starlette et Stella
- TOPEX/Poséidon
- TRANSIT
- WESTPAC [8]

### Attribution
Cet article contient des extraits d'une publication dont le contenu se trouve dans le domaine public. (en) Defense Mapping Agency Geodesy for the Layman (rapport), United States Air Force, 1983 (lire en ligne, consulté le 19 février 2021) [archive du 13 mai 2017]

## Lectures complémentaires
- Smith, David E. and Turcotte, Donald L. (eds.) (1993). Contributions of Space Geodesy to Geodynamics: Crustal Dynamics Vol. 23, Earth Dynamics Vol. 24, Technology Vol. 25, American Geophysical Union Geodynamics Series  (ISSN 0277-6669).